# Služovice
Služovice (in tedesco Schlausewitz) è un comune della Repubblica Ceca facente parte del distretto di Opava, nella regione della Moravia-Slesia.